# Dansa i neon
Dansa i neon utkom den 15 maj 1987 och är ett studioalbum av Lena Philipsson. Albumet placerade sig som högst på 19:e plats på den svenska albumlistan.

## Låtlista
1. "Saknar dej innan du går" - 4:19
2. "Dansa i neon" - 3:22
3. "Du är mitt liv" - 3:52
4. "Regn faller" - 4:27
5. "Den ende" - 3:17
6. "Cheerio" - 3:54
7. "Sommartid" - 3:41
8. "Åh, vad jag längtar" - 3:43
9. "Kom du av dej" - 3:49
10. "Om jag fick" - 3:37
11. "Säg det nu" - 2:54
12. "Det går väl an" - 3:57

### Bonusspår (CD)
1. "Kärleken är evig" - 3:03
2. "Jag känner" ("Ti Sento") - 4:01
3. "Jag sänder på min radio" - 3:45
4. "Löpa linan ut" - 4:26

## Medverkande
- Kör: Lotta Engberg, Liza Öhman, Lennart Sjöholm, Lasse Westmann, Lasse Holm

## Listplaceringar
| Lista (1987) | Topplacering |
| ------------ | ------------ |
| Sverige      | 19           |